# Murder by Decree
Murder by Decree is een Britse thriller uit 1979.

## Rolverdeling
| Acteur              | Personage            |
| ------------------- | -------------------- |
| David Hemmings      | Inspector Foxborough |
| Susan Clark         | Mary Kelly           |
| James Mason         | Doctor Watson        |
| Christopher Plummer | Sherlock Holmes      |
| Frank Finlay        | Inspector Lestrade   |
| Geneviève Bujold    | Annie Crook          |
| Donald Sutherland   | Robert Lees          |
| Anthony Quayle      |                      |
| John Gielgud        |                      |